# María Gracia Omegna
Pour les articles homonymes, voir Gracia et Omegna.
María Gracia Omegna, née María Gracia Andrea Omegna Vergara  le 10 novembre 1984 à Providencia dans la province de Santiago, est une actrice chilienne.

## Filmographie
- 2007-2008 : Lola (es) (série télévisée) : Meche Pacheco (243 épisodes)
- 2009 : Corazón rebelde (série télévisée) : Pilar Ortúzar (73 épisodes)
- 2010 : La Vie des poissons (La vida de los peces) : Carolina
- 2010 : Martín Rivas (série télévisée) : Leonor Encina (125 épisodes)
- 2011 : Bajo Cero (mini-série) : Amparo Benavente (8 épisodes)
- 2011 : Témpano (série télévisée) : Amparo Benavente (123 épisodes)
- 2012 : Joven y alocada (Young and Wild) : Antonia
- 2012 : Archivos Mortales (série télévisée) : María Paz (2 épisodes)
- 2012 : Dog Flesh : Gabriela
- 2012 : Voces al Viento (court métrage) : Paula Andrade
- 2012 : Dama y obrero (série télévisée) : Ignacia Villavicencio (190 épisodes)
- 2013 : Ecos del Desierto (mini-série) : Carmen Hertz (4 épisodes)
- 2013 : El Facilitador
- 2014 : The Red Band Society (série télévisée) : Millaray Muñoz (6 épisodes)
- 2014 : El amor lo manejo yo (série télévisée) : Natalia Duque (139 épisodes)
- 2015-2016 : Papá a la deriva (série télévisée) : Violeta Padilla (181 épisodes)
- 2016 : Andrés lee i escribe : Dominga Valdéz
- 2016-2017 : Señores Papis (série télévisée) : Ema Díaz (34 épisodes)
- 2017 : Princesita
- 2017 : Un Día Cualquiera : Manuela
- 2018 : Si Yo Fuera Rico (es) (série télévisée) : Pascuala Domínguez (14 épisodes)
- 2020 : La Meute (série télévisée) : Carla Farías